# Wilhelm Salomon-Calvi
Wilhelm Salomon-Calvi, född 15 februari 1868 i Berlin, död 15 juli 1941 i Ankara, var en tysk geolog.
Salomon-Calvi konverterade 1892 från judendomen till katolicismen och blev 1893 privatdocent vid universitetet i Pavia och 1897 i Heidelberg. År 1899 blev han professor i geologi och mineralogi, senare i geologi och paleontologi i Heidelberg. Han blev hedersmedborgare i sistnämnda stad 1926, men efter det nazistiska maktövertagandet 1933 avskedades han från sin professur på grund av sin judiska bakgrund. 
Han utövade ett mångsidigt författarskap, företrädesvis på den allmänna geologins område. Bland hans arbeten kan nämnas monografin Die Adamello-Gruppe (två band, 1908-10). Han utgav Grundzüge der Geologie (band 1. "Allgemeine Geologie", 1922-24), i vilken han själv skrivit avdelningarna om "Das Gesteinsmaterial der Erdkruste", "Orogenesis = gebirgsbildende Vorgänge" och "Die geologische Tätigkeit der festländischen Gewässer".